# Темираевы
Темира́евы (дигор. Темиратæ, ирон. Темыратæ) — дигорская фамилия.

## Происхождение рода
Имеется несколько разных вариантов происхождения этой фамилии. По одной из версий предком фамилии называется мужчина по имени Темур, который остался в Дигорском ущелье после похода завоевателя Тамерлана. Другие же указывают что предок рода появился в селении Махческ и происходит от уаллагомских Байсонгуровых. Но большинство Темираевых говорят что происходят от переселенца из Ассии (ныне Балкария) при этом даже называют его фамилию — Гунаев (дигор. Гаунатæ).
Потомками первопредка Темира представители фамилии называют пять братьев — Бутух, Кубади, Хамиц, Батраз и Болат. Эти братья родились в дигорском селении Фараскатта, и являются сыновьями или внуками Темира. У старшего брата Бутуха было три сына — Биаслан, Фацбай и Эльбиздук.
Со временем численность рода увеличилась и поэтому стало не хватать доступной земли. Поэтому когда появилась такая возможность Темираевы стали переселяться в равнинные селения. Одни из них еще до октябрьской революции перешли в сел. Дур-Дур, а в 1920-30 годы также переселялись в Христиановское (Дигора), Сурх-Дигора и другие места. После 1975 года в Фараскате больше не осталось представителей рода Темираевых.

## Генеалогия
Арвадалта
Савваевы, Савкуевы, Дзанкисовы, Казаховы
Генетическая генеалогия
Темираев — G2-P18 > G2a1a1a1a1a1a1a1a2a (Z7947)
OSE-539 — Темираев — G2-P18 > G2a2b2a1a1a1b (L1266)

## Известные представители
- Александр Дзоматович Темираев (1946) ― мастер спорта международного класса по вольной борьбе, полковник милиции в отставке.
- Виктор Хамицевич Темираев (1951) ― доктор сельскохозяйственных наук, министр сельского хозяйства и продовольствия РСО-Алания (1998—2005).
- Давид Иласович Темираев (1924―2007) — заслуженный деятель искусств России, народный артист Северной Осетии, драматург, режиссер, переводчик на ос. язык.
- Мирон Михайлович Темираев (1934) ― кинооператор, фотограф, заслуженный работник культуры РСО-Алания, дипломант телевизионных фестивалей в Киеве, Риге и Куйбышеве.
- Эльбрус Владимирович Темираев (1964) ― судья Верховного суда РСО-Алания.